# Gli uomini del capitano Parker
Gli uomini del capitano Parker è un film per la TV del 1990 diretto da Bill Cocoran, con protagonista George Clooney. E stato trasmesso per la prima volta in Italia da Mediaset nel 1995.